# Anglikanska cerkev
Anglikánska Cérkev je naziv za skupnost protestantskih krščanskih Cerkva povezanih z Angleško Cerkvijo. Večina teh Cerkva je vključenih v Anglikansko skupnost in so v polnem občestvu tudi z Utrechtsko zvezo Starokatoliških Cerkva.
Za začetek Anglikanske Cerkve šteje trenutek, ko se je angleški kralj Henrik VIII. sprl s papežem Klemenom VII., ki ni hotel razveljaviti Henrikove zakonske zveze s Katarino Aragonsko. 
Henrik VIII. se je kljub papeževemu neodobravanju drugič poročil (z Anno Boleyn) in dosegel, da je angleški parlament leta 1534 izdal »Zakon o premoči« in ga imenoval za vrhovnega poglavarja Angleške Cerkve. Poleg tega je k odločitvi ustanovitve anglikanske cerkve pripomoglo dejstvo, da je angleški narod sočustvoval z Martinom Lutrom in se ni strinjal z odločitvijo katoliške cerkve, da ga zatre.
Angleška Cerkev samo sebe šteje za katoliško in reformirano Cerkev, sicer pa se na splošno uvršča med protestantske Cerkve. 
Pozneje se je anglikanizem širil še v druge dežele - nastale so anglikanske Cerkve na Irskem, Škotskem, v ZDA, pozneje pa še v Indiji, Pakistanu in v drugih angleških kolonijah. Anglikanska skupnost vsebuje vse tiste anglikanske Cerkve, ki so v polnem občestvu z Angleško Cerkvijo. Za voditelja Anglikanske skupnosti šteje Canterburyjski nadškof (med vsemi anglikanskimi škofi mu pripada naslov prvi med enakimi - primus inter pares).
Anglikanska skupnost danes šteje okoli 77 milijonov članov in velja za tretjo največjo krščansko skupnost (za Katoliško Cerkvijo in skupnostjo Pravoslavnih Cerkva).
Anglikanska Cerkev je urejena podobno kot Rimskokatoliška Cerkev, pa tudi glavne verske resnice in tradicije so enake, saj do odcepitve ni prišlo zaradi verskih razlogov. 
Anglikanska Cerkev ima hierarhično škofovsko ureditev in se sklicuje na veljavno apostolsko nasledstvo. Velik poudarek daje molitvi in bogoslužju, ljudski jezik so začeli uporabljati v bogoslužju že dosti prej kot Rimskokatoliška Cerkev. Pri usklajevanju nekaterih vprašanj, po katerih se različne anglikanske Cerkve med seboj ločijo, so prišli do naslednjih štirih temeljev, ki povezujejo anglikance tudi s katoliki in pravoslavci:
- Sveto pismo stare in nove zaveze
- Apostolska veroizpoved in nicejsko-carigrajska veroizpoved
- Zakramenti, zlasti krst in evharistija
- Škofovska služba

Večje razlike (glede na Rimskokatoliško Cerkev):
- Anglikanska Cerkev od duhovnikov ne zahteva celibata.
- Anglikanska Cerkev je leta 1992 sprejela sklep, da tudi ženske lahko postanejo duhovnice.